# Maison Petersen (Stockholm)
La maison Petersen (en suédois : Petersenska huset) est un bâtiment historique situé dans Gamla stan, la vieille ville de Stockholm, en Suède.

## Présentation
L'édifice a été érigé entre 1645 et 1659 à partir de dessins de Christian Julius Döteber.
L'entrée principale avec un célèbre double portail est située au Munkbron 11, l'îlot Munkbron est délimité par les rues Lilla Nygatan, Yxsmedsgränd, Munkbron et Munkbrogatan. 
La propriété est un monument Byggnadsminne depuis 1964.

## Architecture
L'édifice a été construit entre 1645 et 1659 sur la Lilla Nygatan alors nouvellement construite par l'architecte Christian Julius Döteber de Lübeck. 
Il y avait auparavant une ferme sur le site, mais après le grand incendie de 1625 (sv), lorsque de grandes parties du sud-ouest de Stadsholmen ont été détruites, le réseau routier a été réorganisé selon un plan hippodamien avec de grandes parcelles rectangulaires.
La maison a été conçue dans le style Renaissance et est l'un des exemples les plus majestueux et les mieux préservés de l'architecture à pignons à gradins germano-néerlandaise. 
Les sculptures de façade ont également été créées par Christian Julius Döteber. Les bâtiments à ailes basses entourant la cour ont probablement été ajoutés à la fin du XVIIème siècle.
Ils ont été construits à leur hauteur actuelle dans les années 1870 par l'architecte Johan Erik Söderlund. Puis, la tour suspendue de l'angle ouest en fonte peinte et les décorations en béton et en stuc ont été ajoutées. La maison a été récemment restaurée et reconstruite en 1965 pour le restaurant Källaren Aurora par AOS Arkitekter, et rénovée après un incendie de grenier en 2006.

## Galerie

Maison Petersen
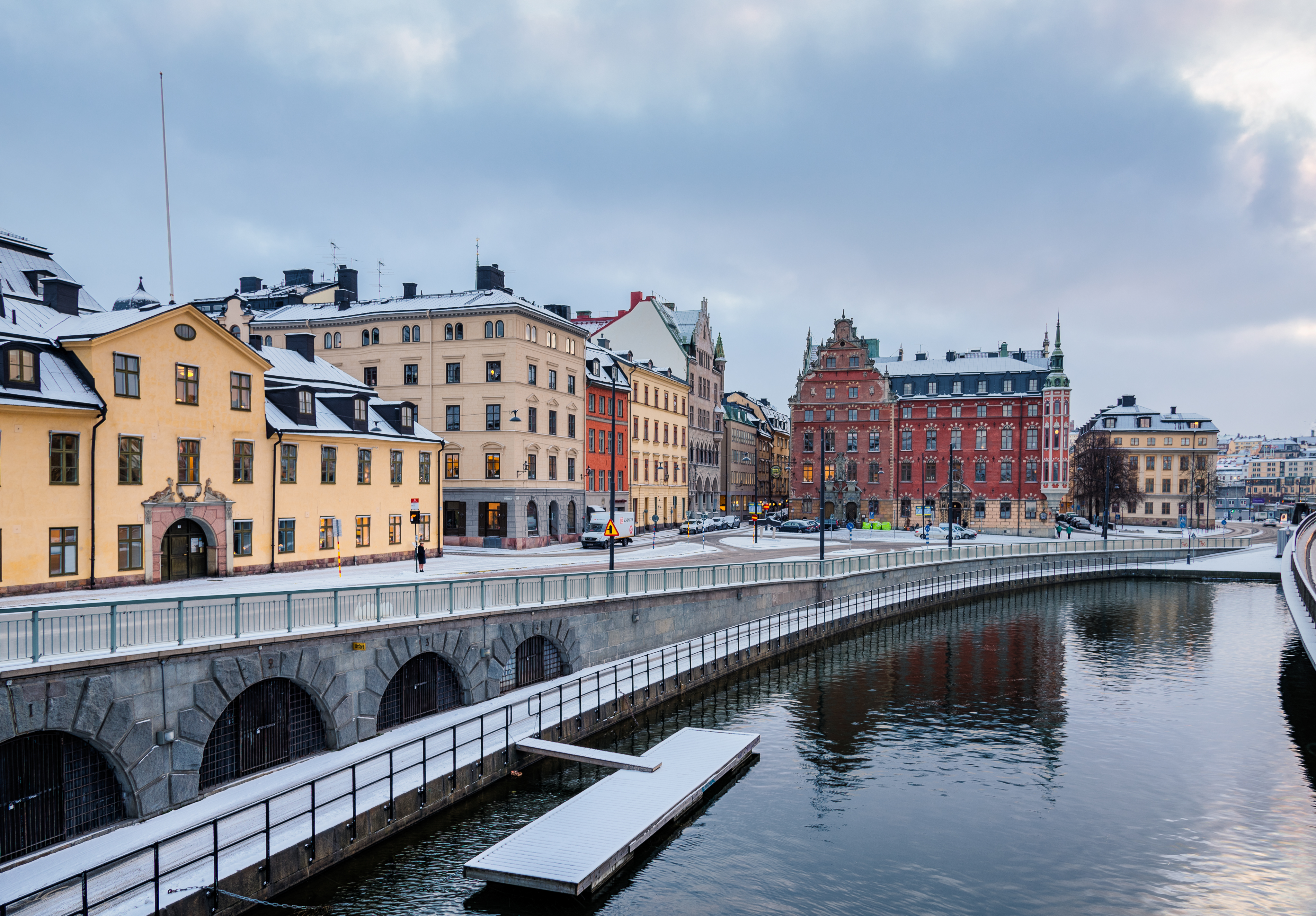
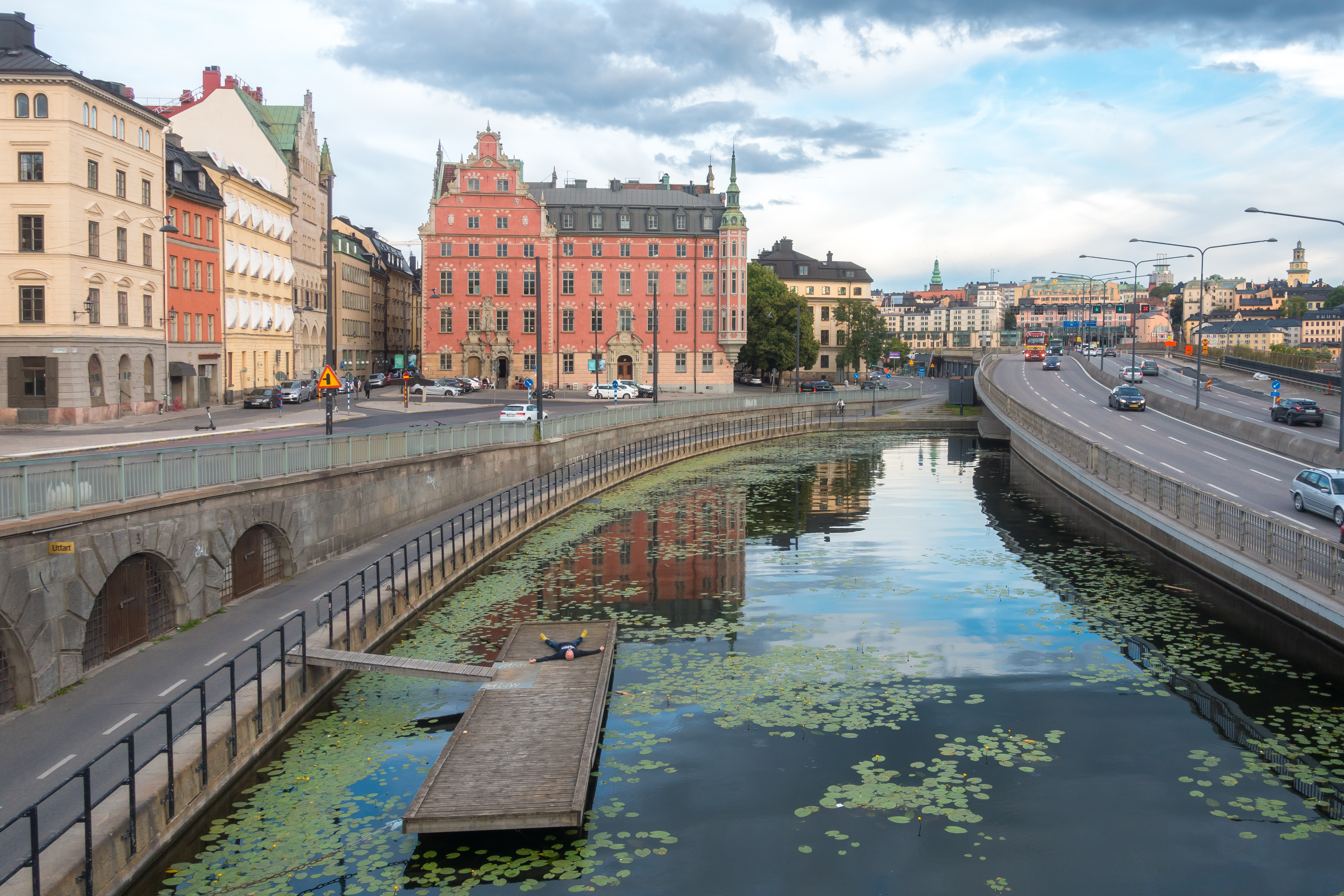
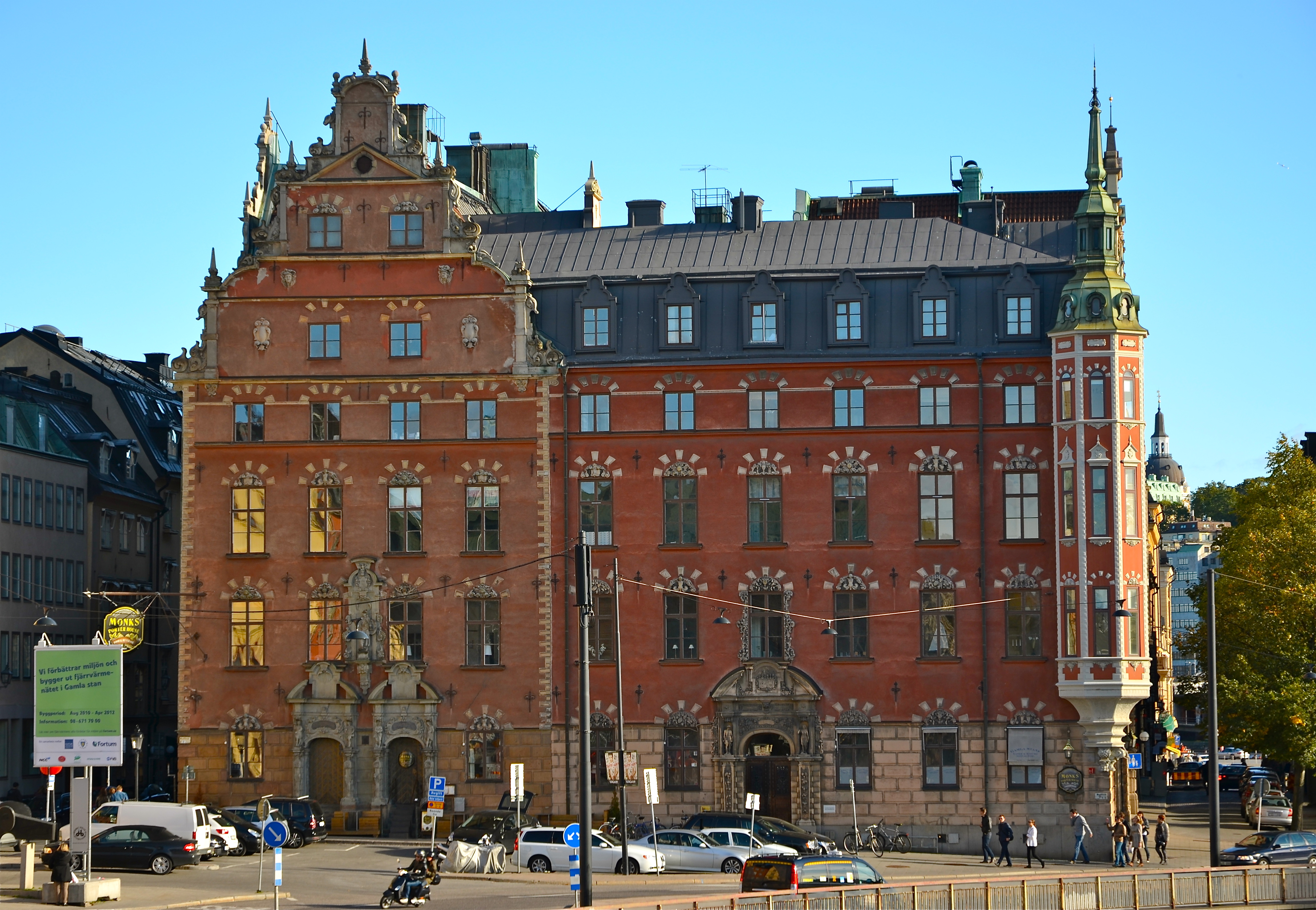

Façades
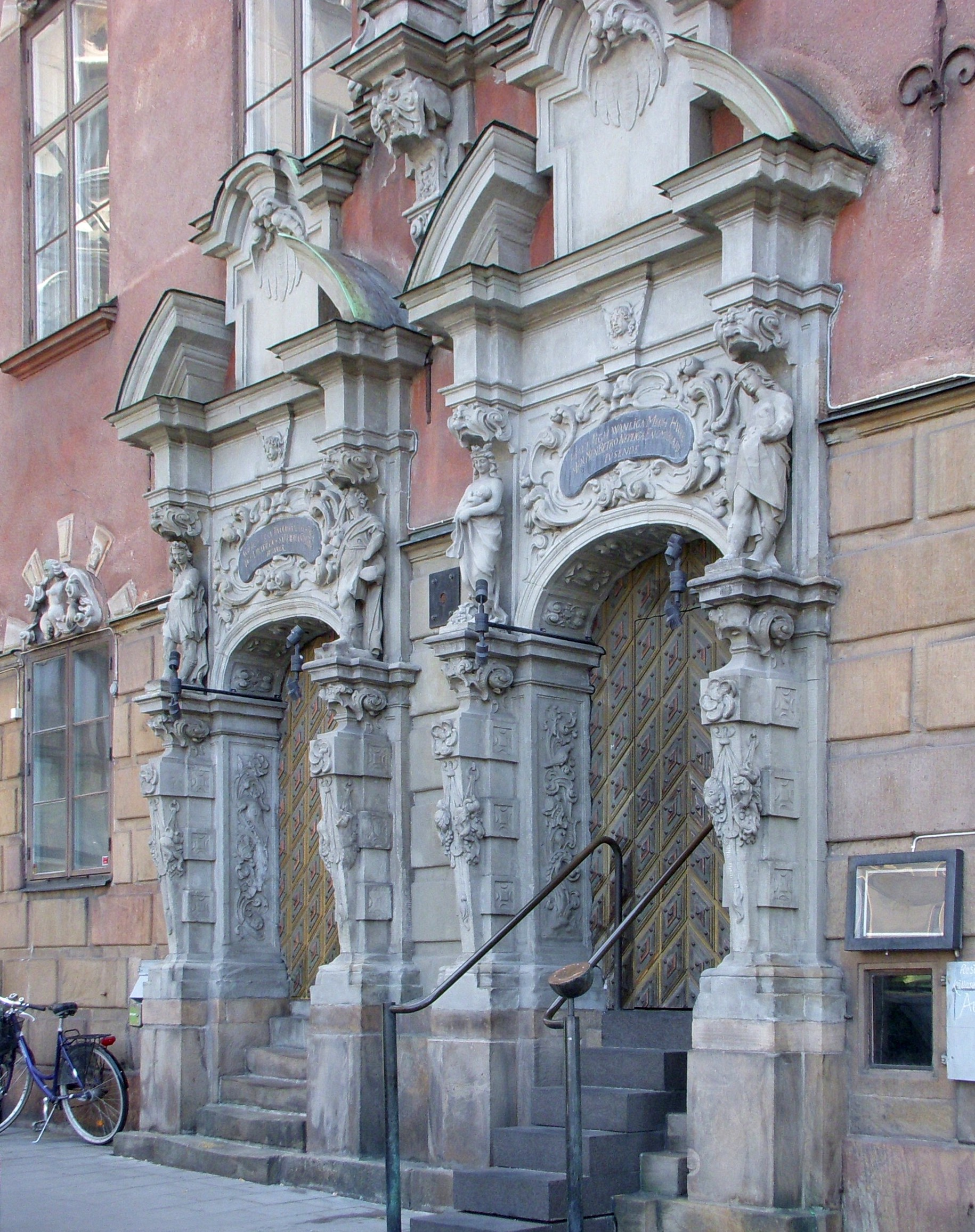
Le double portail vers Munkbron
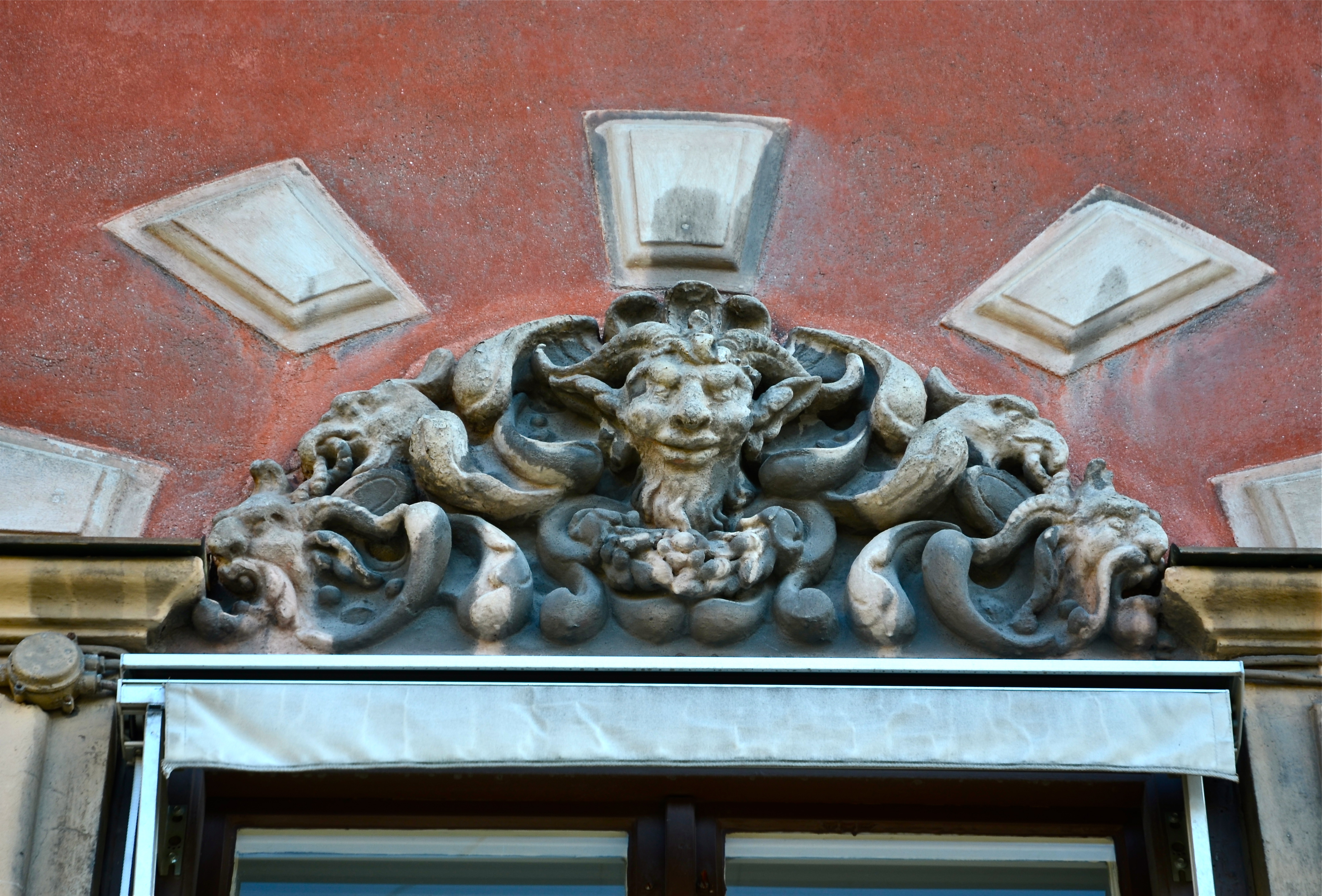
Sculptures de façade de Döteber.
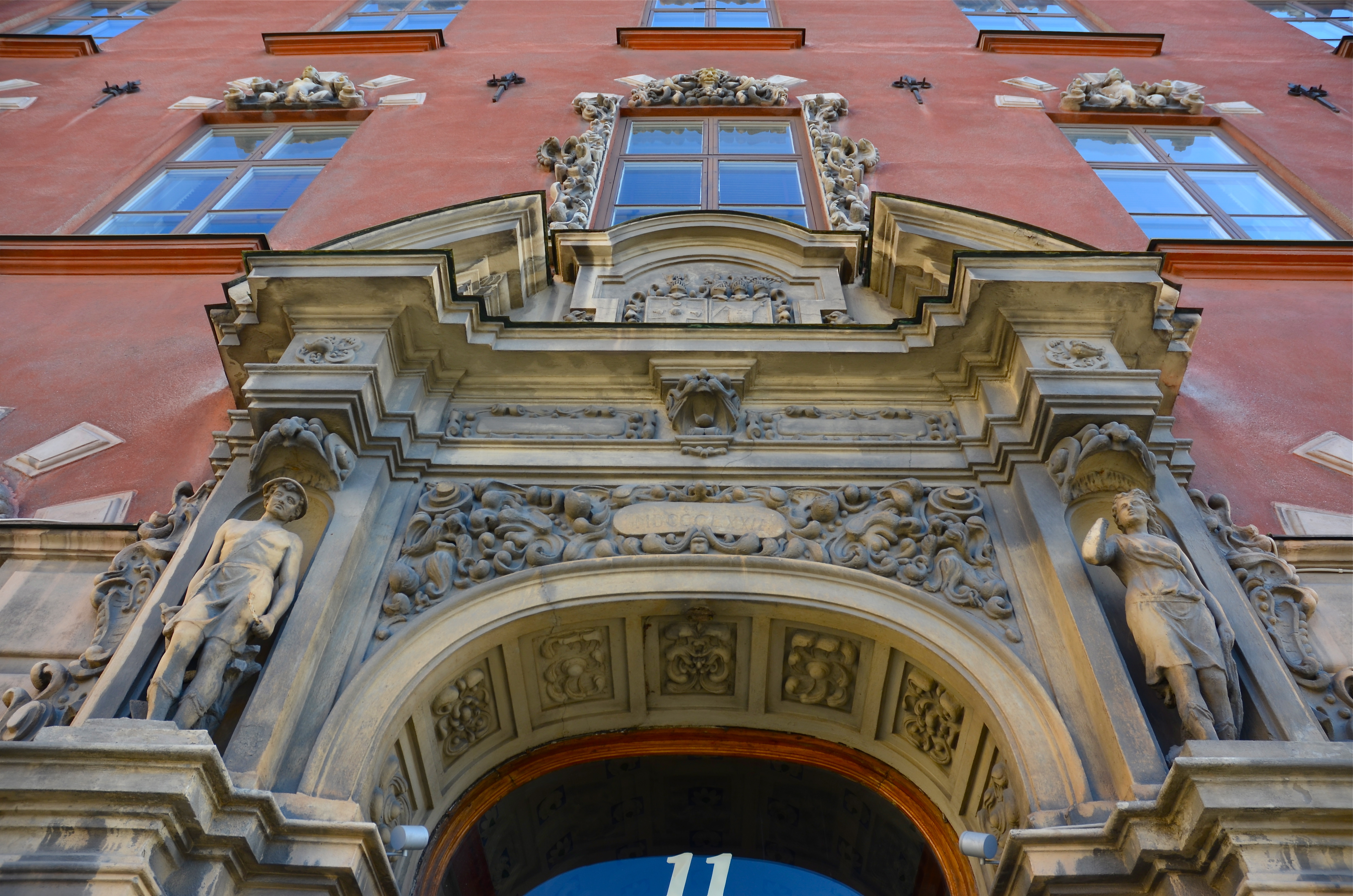
Sculptures de façade de Döteber.
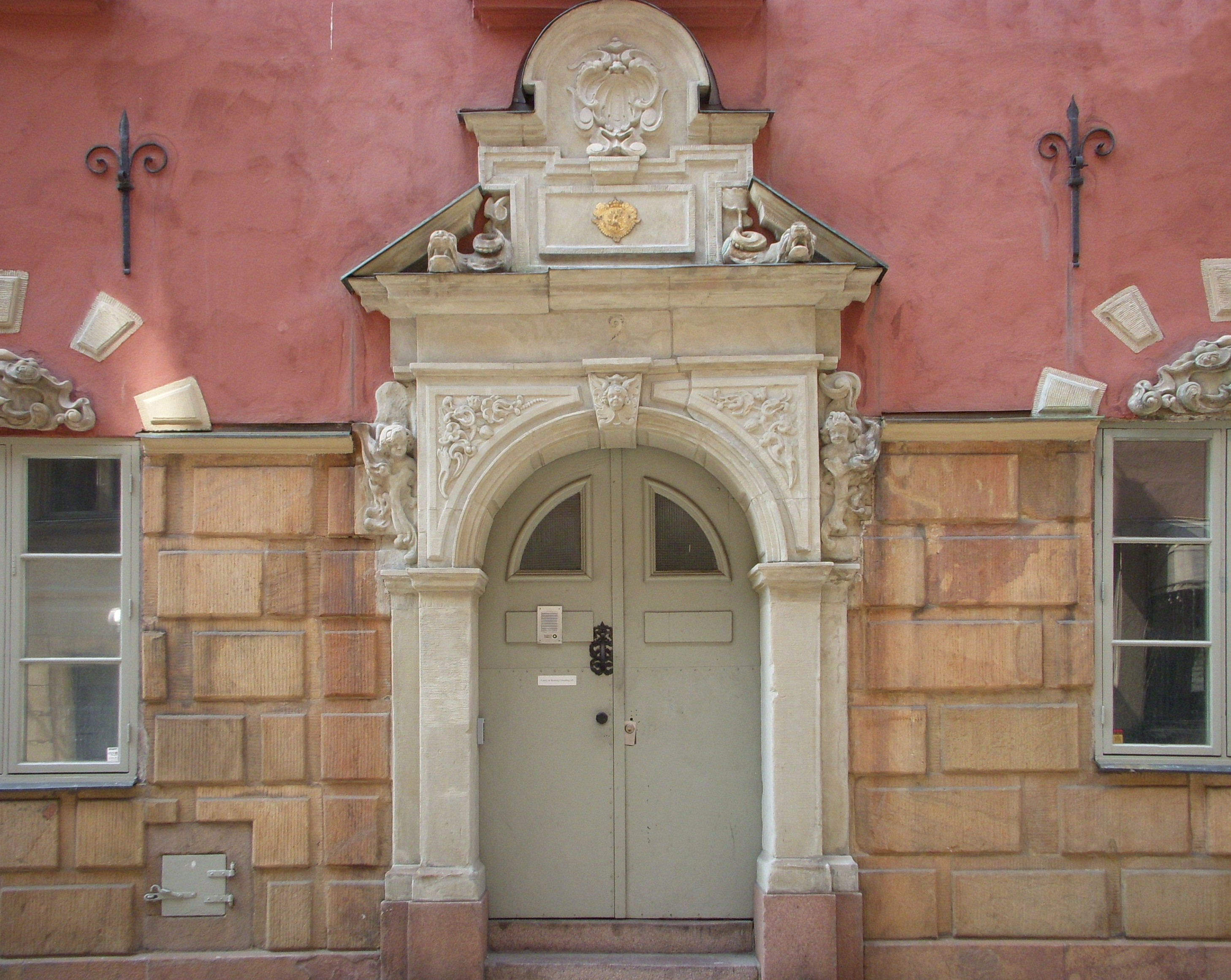
Portail vers Lilla Nygatan.

### Source de traduction
- (en) Cet article est partiellement ou en totalité issu de l’article de Wikipédia en anglais intitulé « Petersen House (Sweden) » (voir la liste des auteurs).